# Rudivka, Markivka
Rudivka (în ucraineană Рудівка) este un sat în comuna Heraskivka din raionul Markivka, regiunea Luhansk, Ucraina.

## Demografie
Componența lingvistică a localității Rudivka
     Ucraineană (91,43%)
     Rusă (8,57%)
Conform recensământului din 2001, majoritatea populației localității Rudivka era vorbitoare de ucraineană (91,43%), existând în minoritate și vorbitori de rusă (8,57%).